# Lovin' You
"Lovin' You" é um single de 1975 da artista estadunidense Minnie Riperton. A faixa alcançou o topo da Billboard Hot 100 em 5 de abril de 1975. chegou também à 2ª colocação no Reino Unido, e à 3ª na parada R&B dos Estados Unidos. A Billboard a considerou a 13ª canção de 1975. A faixa é notável pelas notas altas que Minnie alcança e também pelos sons de pássaros ao fundo.

## Lançamento, criação e conceito
Foi o quarto single do álbum Perfect Angel (1974). Como nas outras faixas, os teclados são tocados por Stevie Wonder (identificado como "El Toro Negro").
"Lovin' You" foi uma das primeiras de muitas faixas a alcançar o topo da U.S. pop chart sem o uso de um instrumento de percussão, a exemplo de faixas como "Time in a Bottle", de Jim Croce (1973), "Yesterday" dos [[The Beatles]] (1965), e, no caso da UK Singles Chart, "Eleanor Rigby", também dos The Beatles. (1966).
Segundo as anotações do encarte da coletânea Petals,a melodia para "Lovin' You" foi criada como uma distração para sua filha (Maya Rudolph) quando ela era um bebê de forma que Minnie e seu marido Richard pudessem sair. Maya estava no estúdio com sua mãe no dia em que a canção foi gravada e Minnie pode ser ouvida cantando o nome de sua filha ao final da faixa, mas apenas na versão não-editada ou a versão do álbum.
Minnie é uma das precursoras do "whistle", que é uma técnica de canto, como se fosse um assobio, muito usada por Mariah Carey, Gabriel Henrique e Iza Victória.

## Paradas
| Parado (1975)                     | Melhor posição |
| --------------------------------- | -------------- |
| Australia (Kent Music Report)     | 5              |
| Bélgica (Ultratop 50 de Flandres) | 7              |
| Canada Top Singles (RPM)          | 3              |
| Países Baixos (Single Top 100)    | 6              |
| Nova Zelândia (Recorded Music NZ) | 11             |

## Outras versões
- Shanice regravou a faixa e a lançou no verão de 1992
- Leona Lewis gravou uma versão com o produtor Marley J Wills, aos 15 anos.
- Jack Vidgen fez um cover em 2011, para seu álbum de estreia Yes I Am.
- Aalton Ellies regravou a faixa para seu LP Mr Ska Bean'a.
- Julia Fordham tem uma versão do cover em seu single de 1991 "I Thought It Was You" (yrcd 69), que também aparece no CD bônus da versão expandida de 2013 de Swept (originalmente de 1991). Outra versão aparece como faixa escondida na versão britânica (Sanctuary Records SANCD140) de seu álbum de 2002 Concrete Love.
- Uma versão ao ao vivo foi incluída no segundo álbum da cantora japonesa Misia, Love Is the Message.
- Ken Hirai regravou a faixa no álbum Ken's Bar.
- Rahsaan Roland Kirk gravou uma versão jazz no álbum The Return Of The 5000 Lb. Man.
- Uma regravação apareceu no álbum de estreia no cantor cantonês Justin Lo, Justin.
- Em 2007, a banda japonesa de rock Electric Eel Shock regravou a faixa em seu álbum Transworld Ultra Rock.
- Dianne Reeves regravou a faixa em seu álbum de 2008 When You Know.
- Che'Nelle regravou a faixa em seu álbum de 2011 Luv Songs.
- Olivia Newton-John regravou a faixa em 2004 para seu álbum Indigo: Women of Song.